# Pán Péter a Kensington Parkban
A Pán Péter a Kensington Parkban (eredeti cím: Peter Pan in Kensington Gardens) egyike J. M. Barrie négy, Pán Péterről szóló irodalmi művének. A könyv először 1906-ban jelent meg nyomtatásban.

## Történet
Pán Péter egy egyhetes kisfiú, aki, mint minden újszülött, azt hiszi magáról, hogy kismadár. Mikor meghallja, hogy az emberek arról beszélnek, milyen felnőtt váljon belőle, kirepül londoni otthonának ablakán, hogy visszatérjen a Kensington Parkba. A parkba érkezve az öreg Kár-Kár Salamontól megtudja, hogy valójában nem is madár, hanem ember. Mivel Péter ezután már nem hisz abban, hogy képes repülni, a parkban reked. Kezdetben a madarak szigetén él, ám később a rigók építenek neki egy fészket, amit tutajként használva átkelhet a Kensington Parkot és a Hyde Parkot elválasztó tavon.
Első találkozásukkor a park tündérei megijednek tőle, ám rövid időn belül megkedvelik a fiút, és meghívják, hogy pánsípjával kísérje esti táncaikat. Egy alkalommal a tündérek királynője felajánlja neki, hogy teljesíti szíve legtitkosabb vágyát. Péter azt kívánja, bárcsak otthon lehetne, és láthatná az édesanyját. A tündérek nem szívesen veszítik el kedvenc muzsikusukat, ám végül eleget tesznek a fiú kívánságának és hazarepítik.
Hálószobájába érkezve Péter meglátja alvó édesanyját és bűntudata támad, amiért magára hagyta. Úgy dönt, visszatér hozzá, de előbb mindenkitől elbúcsúzik a parkban. Sajnos Péter túl sok időt tölt távol az otthonától, ezért mikor újból megkéri a tündéreket, hogy repítsék haza, rémülten látja, hogy édesanyjának még egy kisfia született, őt pedig már teljesen elfelejtette. Az ablak, amin hajdan kirepült, örökre bezáródott előtte, így Péter összetört szívvel visszatér a Kensington Parkba.
Péter később találkozik Maime Manneringgel, egy lánnyal, aki eltévedt a parkban. Gyorsan összebarátkoznak, és Péter megkéri a lányt, hogy maradjon vele. Maime élvezi Péter társaságát, ám hamar ráébred, hogy édesanyja rettentően hiányolja, ezért visszatér családjához. Távozása után leveleket és ajándékokat küld Péternek, köztük egy képzeletbeli kecskét is, amin éjszakánként lovagolhat. Maime voltaképpen Wendy Darling elődje, aki Barrie egy későbbi művének, a Pán Péter és Wendy-nek az egyik főszereplője.
A történet során Péter nagyon sok dolgot félreért, így más szabályok szerint játssza a játékokat, a babakocsikat állatoknak hiszi, és papírsárkányokkal barátkozik. Csak akkor ébred rá tévedéseire, mikor Maime elmagyarázza neki a dolgok valódi mivoltát. Néha, mikor Péter nem játszik, kicsiny sírokat ás, és eltemeti azokat a gyerekeket, akik elvesznek a parkban.

## Helyszín
A mű helyszíne a londoni Kensington Park. A cselekmény legtöbbször záróra után játszódik, amikor a park
tündérei és más varázslatos teremtményei előbújnak nappali rejtekhelyükből.
A park tündéreiről először Thomas Tickell tesz említést az 1722-es Kensington Park című versében.

## Kapcsolódó művek
A Pán Péter a Kensington Parknan szövegének nagy részét tartalmazza Barrie egy korábbi műve, az 1902-ben kiadott A kis fehér madár című regény.
Azonban míg A kis fehér madár felnőtteknek szól, a Pán Péter a Kensington Parkban kifejezetten gyerekek számára íródott.
1904-ben Barrie megírta a Pán Péter, avagy a fiú, aki sosem nő fel című színdarabot. Ez a mű szolgált alapjául az 1911-ben megjelent regényének, a Pán Péter és Wendy-nek. A színdarabban szereplő Péter néhány évvel idősebb, mint a Pán Péter a Kensington Parkban címszereplője.

## Magyarul
- Pán Péterke; ford. Bálint Lajos; Kultúra, Bp., 1918
- Peter Pan; röv. kiad.; Epoha, Zagreb, 1969 (A gyermekirodalom klasszikusai)
- Peter Pan és Wendy; ford. Szilágyi Domokos; Creanga, Bukarest, 1972
- Peter Pan a Kensington Parkban / Peter Pan és Wendy; ford. Szilágyi Domokos; Creanga, Bukarest, 1976
- Pán Péter; J. M. Barrie meséi nyomán feldolg. Tótfalusi István; Móra, Bp., 1983
- Peter Pan és Wendy; ford. Honti Katalin, Honti Mária; Officina Nova, Bp., 1989
- Pán Péter; James Matthew Barrie nyomán szöveg Hirata Shogo, ford. Köteles Gyöngyi; Pesti Szalon, Bp., 1994 (A Pesti Szalon mesélő füzetei)
- Pán Péter; újra elmesélte Ilse Binting, ford. Kincses Edit; Ciceró, Bp., 2008 (Klasszikusok kisebbeknek)
- Pán Péter / Pán Péter a Kensington-kertben / Péter és Wendy; ford. Csonka Ágnes; Alexandra, Pécs, 2015
- Pán Péter; ford. Szabó Luca; Móra, Bp., 2016 (Móra klassz)

## Fordítás
- Ez a szócikk részben vagy egészben  a   Peter Pan in Kensington Gardens című angol Wikipédia-szócikk ezen változatának fordításán alapul.  Az eredeti cikk szerkesztőit annak laptörténete sorolja fel. Ez a jelzés csupán a megfogalmazás eredetét és a szerzői jogokat jelzi, nem szolgál a cikkben szereplő információk forrásmegjelöléseként.

## Külső hivatkozások
- A Pán Péter a Kensington Parkban eredeti (angol) szöveggel és illusztrációkkal[halott link]